# 海吉福卢
海吉福卢，是匈牙利沃什州所辖的一个村，总面积11.89平方公里，总人口791，人口密度66.5人/平方公里（2010年1月1日）。